# Domaine de Tsushima-Fuchū
Le domaine de Tsushima-Fuchū (対馬府中藩, Tsushima-Fuchū-han), également appelé domaine de Tsushima, est un domaine féodal japonais de l'époque d'Edo qui contrôle la province de Tsushima ainsi qu'une petite partie de la province de Hizen. Il est gouverné par le clan Sō et sa capitale se trouve à Izuhara.

## Histoire
Le clan Sō est un des rares clans de daimyos de la période Edo qui conserve le contrôle des fiefs qu'il régissait auparavant. Bien qu'il ait combattu Tokugawa Ieyasu à la bataille de Sekigahara, le clan Sō est autorisé par le shogunat à continuer à gouverner et se voit confier la responsabilité des négociations diplomatiques et commerciales avec la dynastie coréenne de la période Joseon. Les services comprennent la réception des missions coréennes au Japon. Le domaine de Fuchū vend et importe à Osaka et Kyoto. Il négocie commerce et diplomatie avec le commissionnaire de Nagasaki. Il possède un bureau à Busan où sont conduites les négociations commerciales et diplomatiques quotidiennes.
Au regard de son importante responsabilité diplomatique et de sa prospérité économique due à son commerce avec la Corée, le domaine de Fuchū se voit attribuer un statut de 100 000 koku bien que sa production réelle soit inférieure à 30 000. À la fin du XVIIe siècle, le domaine bénéficie du commerce coréen et des mines d'argent mais à partir du XVIIIe siècle, il pâtit de la régression commerciale et de l'épuisement des filons d'argent. Les réformes économiques et l'aide constante du shogunat n'améliorent pas l'état de ses finances. Les menaces croissantes des puissances impériales occidentales pèsent lourdement sur le domaine de Fuchū. En 1861, un navire de la marine russe occupe un port de Tsushima. Mais l’aggravation constante du conflit interne entre les vassaux  pro- et anti-shogunat est encore pire pour Tsushima. En 1862, il conclut une alliance avec le domaine de Chōshū, qui est un des meneurs les plus importants du mouvement Sonnō jōi. La faction anti-shogunat est éliminée en 1864. La perte de ressources humaines empêche le domaine de Tsushima de prendre une part significative lors de la restauration de Meiji.
Sō Shigemasa (Yoshiaki), dernier daimyo de Tsushima, devient gouverneur de l'éphémère préfecture d'Izuhara en 1869 puis reçoit le titre de comte (hakushaku en 1884 dans le nouveau système nobiliaire mis en place par le gouvernement de Meiji, après l'abolition du système han en juillet 1871. Le service diplomatique avec la Corée est repris  par le nouveau ministère japonais des Affaires étrangères.

## Liste des daimyos
1. Sō Yoshitoshi
2. Sō Yoshinari
3. Sō Yoshizane
4. Sō Yoshitsugu (Yoshitomo)
5. Sō Yoshimichi
6. Sō Yoshinobu
7. Sō Michihiro
8. Sō Yoshiaki
9. Sō Yoshishige (Yoshiari)
10. Sō Yoshinaga
11. Sō Yoshikatsu[1]
12. Sō Yoshikatsu
13. Sō Yoshikata
14. Sō Yoshiaya
15. Sō Yoshiyori
16. Sō Yoshiaki (Yoshiakira), renommé Shigemasa plus tard